# درزانو
درزانو (به ایتالیایی: Dresano) یک کومونه در ایتالیا است که در استان میلان واقع شده‌است. درزانو ۳٫۵ کیلومتر مربع مساحت و ۲٬۹۸۷ نفر جمعیت دارد و ۹۱ متر بالاتر از سطح دریا واقع شده‌است.